# Горлачевка
Горлачевка — село в Милославском районе Рязанской области России, входит в состав Кочуровского сельского поселения.

## География
Село расположено на берегу реки Ранова в 15 км на север от центра поселения села Кочуры и в 12 км на юго-запад от районного центра поселка Милославское.

## История
Никольское, Архангельское (Раново) в качестве села с часовней архистратига Божьего Михаила упоминается в окладных книгах 1676 года, где замечено, что та часовня поставлена в нынешнем 1676 году и приход поселился внове. Построение на месте часовни церкви во имя Архангела Михаила относится вероятно к XVII веку. С 1804-1808 производилась поправка Архангельской церкви и велась деятельная переписка между благочинных и консисторией, что вызвано сначала самовольной постройкой прихожанами новой трех-ярусной колокольни, затем устройством престола и жертвенника в неуказную меру и не столярной работы. В 1838 году Архангельская церковь покрыта была железом, а внутри обита холстом и расписана, в 1868 году церковь значительно распространена, в 1872 году внутри оштукатурена и украшена живописью, в том же году устроена и новая колокольня, в 1875 году старый иконостас был заменен новым.
XIX — начале XX века село входило в состав Змиевской волости Данковского уезда Рязанской губернии. В 1906 году в селе было 58 дворов.
С 1929 года село входило в состав Рано-Верховского сельсовета Милославского района Рязанского округа Московской области, с 1937 года — в составе Рязанской области, с 2005 года — в составе Кочуровского сельского поселения.

## Население
| 1859 | 1906 | 2010 |
| ---- | ---- | ---- |
| 522  | ↗600 | ↘16  |